# Symbrenthia hippocrates
Symbrenthia hippocrates är en fjärilsart som beskrevs av Otto Staudinger 1896. Symbrenthia hippocrates ingår i släktet Symbrenthia och familjen praktfjärilar. Inga underarter finns listade i Catalogue of Life.